# Кочани (Болгария)
Кочани (болг. Кочани) — село в Болгарии. Находится в Смолянской области, входит в общину Неделино. Население составляет 229 человек.

## Политическая ситуация
В местном кметстве Кочани, в состав которого входит Кочани, должность кмета (старосты) исполняет Младен Христов Добрев (Граждане за европейское развитие Болгарии (ГЕРБ)) по результатам выборов правления кметства.
Кмет (мэр) общины Неделино — Илия Петров Вылчев (Болгарская социалистическая партия (БСП)) по результатам выборов в правление общины.